# Connessionismo

Schema di una rete neurale artificiale

Il connessionismo è un approccio alle scienze cognitive che si propone di spiegare il funzionamento della mente usando reti neurali artificiali.
Sebbene i presupposti teorici del connessionismo si possano far risalire al lavoro pionieristico di Warren Sturgis McCulloch, Walter Pitts e 
Frank Rosenblatt negli anni '50, la diffusione di tale disciplina si deve soprattutto agli psicologi statunitensi David Rumelhart e James McClelland, e in particolare alla pubblicazione del loro testo PDP: Parallel Distributed Processing, nel 1986.

## Principi base
Il connessionismo nell'intelligenza artificiale propone un nuovo modello per la costruzione e programmazione di hardware e software ispirati ad ipersemplificazioni del cervello umano, evitando il cosiddetto "Von Neumann bottleneck" dei modelli contemporanei, dove tutte le informazioni devono passare per la CPU serialmente.
Oltre a questo suggerisce un modello distribuito per la rappresentazione delle informazioni nella memoria. Le informazioni all'interno di una rete neurale (biologica o artificiale che sia) sono distribuite in tutti i vari nodi della rete e non in un sito specifico. Non si può più quindi puntare ad una parte determinata del sistema e dire che questa unità contiene una determinata informazione o svolge un determinato compito specifico.
Dal punto di vista della filosofia della mente, il connessionismo si pone come alternativa al cognitivismo, mettendone in discussione il postulato fondamentale, ovvero l'analogia tra mente e computer. Nell'ottica connessionista, il computer diviene mero strumento di calcolo del ricercatore, mentre l'analogia funzionale si sposta sul cervello umano e sulle reti neurali biologiche. L'attività della mente è distribuita tra le connessioni delle unità di calcolo (i "neuroni"), perciò non scomponibile nei singoli processi cognitivi. In questo, il connessionismo si avvicina al comportamentismo, che postula una connessione diretta tra stimolo e risposta.

## Reti Neurali Artificiali

Struttura di una rete neurale artificiale

In una rete neurale artificiale ogni "nodo" rappresenta l'ipersemplificazione di un neurone biologico. Esso tenta di simulare il comportamento dei neuroni con connessioni analoghe alle sinapsi di un neurone biologico e tramite una funzione di attivazione, che stabilisce quando il neurone invia un segnale. Nella forma più semplice, questa funzione di attivazione può essere di generare un "1" se l'input sommato è più grande di un certo valore, o al contrario uno "0" se il segnale ricevuto rimane sotto la soglia della funzione di attivazione.

## Simbolismo e Connessionismo
Molti vedono il connessionismo in opposizione al simbolismo. Il simbolismo è una forma specifica del cognitivismo che sostiene che l'attività mentale sia solo calcolo, cioè che la mente funziona essenzialmente come una macchina di Turing. Le differenze di fondo sono le seguenti:
- I simbolisti presuppongono modelli di simboli che non assomigliano per niente alla struttura del cervello, mentre i connessionisti esigono che i loro modelli assomiglino alle strutture neurologiche.
- I simbolisti generalmente si interessano solo alla struttura dei simboli e delle regole sintattiche per la loro manipolazione, mentre i connessionisti guardano all'apprendimento da stimoli ambientali e alla memorizzazione di queste informazioni nei collegamenti fra neuroni.
- I simbolisti credono che l'attività mentale interna consista nella manipolazione dei simboli (come nella teoria del linguaggio del pensiero di Jerry Fodor), mentre i connessionisti credono che la manipolazione di simboli sia un modello dell'attività mentale molto povero e semplificato.